# Dromornithidae

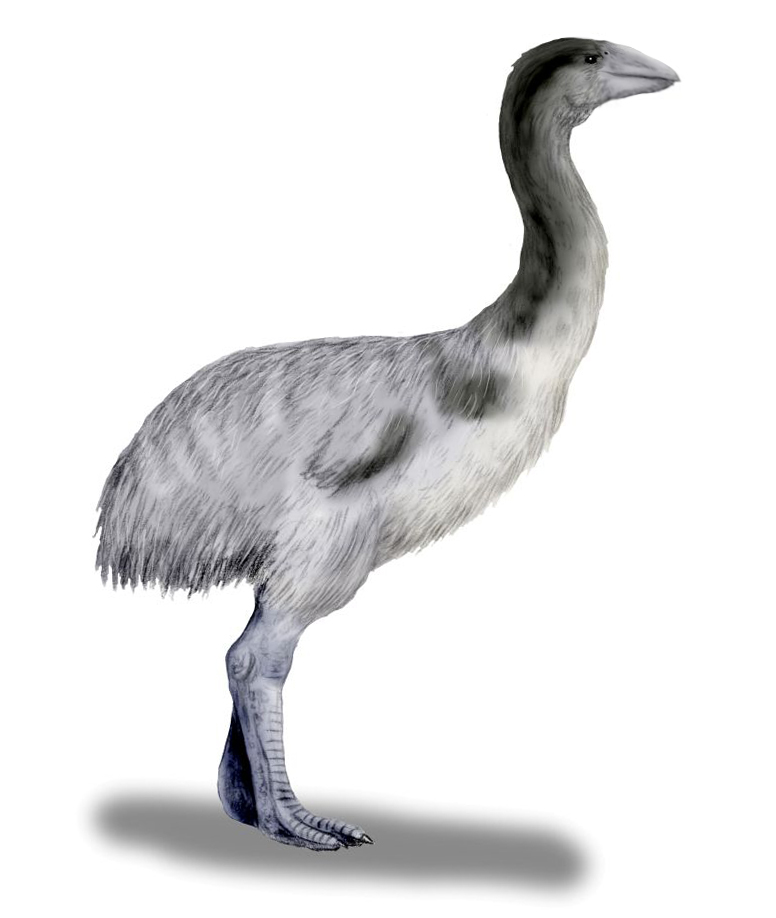
A Genyornis rekonstrukciója

A Dromornithidae egykor Ausztráliában élt hatalmasra megnövő röpképtelen óriásmadarak családja volt. Angol nyelvterületen nevezik őket „mennydörgő madaraknak”, „óriás emuknak” (mivel régebben velük rokonították). A görög eredetű név egyébként „óriásfutót” jelent. Egyes fajaik adták a Földön valaha élt legnagyobb ismert madarakat.

## Előfordulása
A Dromornithidae család fajai csak Ausztráliából ismertek. A legtöbb maradványuk a kontinens keleti feléből került elő, habár bizonyítottan előfordultak Nyugat-Ausztráliában és Tasmániában is (és valószínűleg az egész Szahul-földön). Maradványaik egyes észak-ausztráliai területeken a megtalált fosszíliák 60-70%-át adják. Egy bizonytalan lábszárcsont-darab alapján feltételezik, hogy valaha az Antarktiszon is előfordult.

## Megjelenése
A Dromornithidae család fajai általában robusztus példányok voltak, rendkívül erőteljes lábakkal és csőrrel. A szárnyaik viszont a ma élő röpképtelen madarakhoz (struccalakúak) hasonlóan rendkívül csökevényesek voltak. Lábujjaik végén viszont inkább patára, mint karomra emlékeztető szaruképződmény volt. Legkisebb példányaik mérete a mai kazuárfélék mérete körül volt, a legnagyobbak 3 méteres magasságot és 500 kg-os testtömeget is elértek.
Leggyakrabban a gerincük és a lábaik csontjait találták meg, míg a koponyák, bordák és a szárnyak csontjai viszonylag ritkák. Koponyáikon az egykori izmok tapadási helyeiből ítélve úgy tűnik, hogy erőteljes harapásuk lehetett.

## Életmódja
Sokat vitatkoztak azon, hogy vajon ragadozók, növény- esetleg dögevők lehettek. Kezdetben – robusztus felépítésük és hatalmas csőrük miatt – többen hajlottak arra, hogy ragadozók lehettek, ám az alábbiak miatt ez a feltevés kevéssé helytálló:
- nem rendelkeztek karmokkal a lábukon;
- a csőrük vége nem volt hajlított;
- szemeik a fejük két oldalán helyezkedtek el;
- viszonylag sok példány maradványait találták meg egymás közelében, ami azt sugallja, hogy kisebb-nagyobb csapatokban élhettek.

A növényevő feltételezést megerősíti még a tojáshéjakon végzett aminosav-vizsgálatok. Ezek alapján a megfelelő bizonyítékok állnak rendelkezésre ahhoz, hogy a Genyornis nem fajai növényevők voltak.
A Bullockornis és Dromornis nemek robusztus csőre és koponyái viszont túl nagyok és erőteljesek a növényi étrendhez, ezért feltételezik, hogy fajaik dögevők lehettek és az egykori ausztrál megafauna nagy testű elhullott állatainak húsával táplálkoztak. Csőrükkel feltehetően könnyen feldarabolták a tetemek húsát és ha csontba haraptak, akkor sem károsodott a csőrük.
Testalkatuk és méreteik miatt a dromornitidák első látásra inkább lomha, nehézkes madarak lehettek: a lábuk ui. túl rövid és vaskos volt ahhoz, hogy gyors futásúak lehettek volna (a futómadaraknak hosszú és karcsú lábaik vannak). Ám biomechanikai vizsgálatok szerint erőteljes izmaik segítségével gyorsabban futhattak, mint korábban gondolták (egyes közepes méretű fajok talán gyorsabban, mint a mai emufélék).

## Rendszerezés

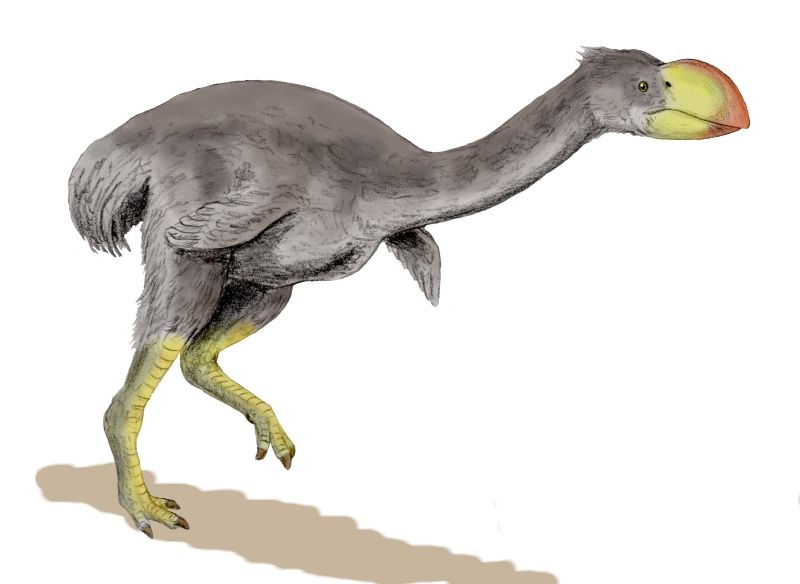
A Dromornis stirtoni rekonstrukciója

A családnak 5 nemét és 8 faját írták le eddig:
- Barawertornis nem 
 Ez a nem adta a legkisebb méretű fajt, a Barawertornis tedfordi-t. Példányai kazuárméretűek voltak, 80–90 kg-os becsült testtömeggel.
- Ilbandornis nem 
Strucchoz hasonló méretű és kinézetű példányaik voltak. Két faja ismert: a Ilbandornis lawsoni és az Ilbandornis woodburnei.
- Bullockornis és Genyornis nem fajai (Bullockornis planei, Genyornis newtoni) robusztus felépítésű madarak voltak, kb. 2-2,5 méteres testmagassággal és 220–240 kg-os testtömeggel.
- Dromornis nem 
Ez a nem adta a legnagyobb méretű fajokat, a Dromornis australis-t és a Dromornis stirtoni-t. Közülük az utóbbi volt a legnagyobb: a magassága 3 méter, a testtömege pedig 500 kg körül volt.

## Történetük
A család első példányainak maradványait Északnyugat-Queensland késő oligocén rétegeiben találták meg, koruk mintegy 25 millió év. Délkelet-Queensland korai eocén rétegeiből viszont feltehetően nekik tulajdonítható lábnyomokat találtak, ezek kora kb. 50 millió év. Legnagyobb diverzitásuk a késő miocén idején volt.
Legfiatalabb fajuk a Genyornis newtoni volt, amelynek 31 000 éves maradványaira Új-Dél-Wales területén találtak. A mai ausztrál bennszülöttek ősei még bizonyosan találkoztak velük: alakját barlangrajzokon is megörökítették és csontjaik mellett emberi eszközöket is találtak Cuddie Springsnél.
Az európaiak a 19. század második felétől találkoztak robusztus csontjaikkal, lábnyomaikkal, tojásaikkal (köztük majdnem ép darabokkal is), ill. azok héjaival, az emésztésük segítése végett lenyelt, simára csiszolt őrlőkövekkel, valamint a koponyaüreg belső felületét őrző megszilárdult üledékkel.

## Legközelebbi rokonaik
Az, hogy a dromornitidáknak kik a legközelebbi élő rokonaik, még ma is vitatott. Régebben sok időn keresztül egyértelműen a struccféléket tartották annak. Manapság feltételezik, hogy a hasonló testalkat inkább a konvergens evolúció eredménye lehetett, mint a rokonságé. Egy legutóbbi vizsgálat a koponyacsontok részletei alapján arra jutott, hogy a vízimadarak egy korán levált fejlődési ágát jelentik. Ennek alapján a Bullockornis-t a „Végzet Rémkacsájának” nevezték el.

## Kihalásuk
Kihalásuk okai szintén nagyon vitatottak. Mivel a család utolsó faja kb. 30 000 évvel ezelőtt halt ki, nem sokkal az első emberek letelepedése után, ezért feltételezhető, hogy ebben a korai ausztrál bennszülötteknek is szerepe lehet: vagy túlzott vadászatukkal és tojásaik elfogyasztásával, vagy pedig élőhelyük elpusztításával (felégetésével). Mások Ausztrália elsivatagosodását hangsúlyozzák. A valóságban feltehetően mindegyik tényező szerepet játszhatott. (Erről bővebben: pleisztocén megafauna.)